# Берхар
Берхар (Бертхар) (*Berchaire, д/н — 688) — мажордом Нейстрії і Бургундії у 686—688 роках.

## Життєпис
Походив зі знатного роду, можливо з Шампані. Не пізніше 686 року Берхар одружився з Анструдою, донькою Вараттона, мажордома Нейстрії й Бургундії. Після смерті останнього у 686 році серед нейстрійської й бургундської знаті виникли суперечки про те, хто повинен був стати його наступником. У цьому конфлікті перемогу здобув Берхар за сприяння своєї тещі Ансфледи.
Втім його призначення не знайшло підтримки серед багатьох знатних осіб королівства. За свідченням автора «Книги історії франків», Берхар був непоказний, нерозумний і нездатний до порад людей. «Хроніка продовжувачів Фредегара» повідомляє, що новий мажордом був легковажним і не мав великих здібностей. «Ранні Мецькі аннали» описують Берхара як людину, яка не мала жодних якостей для належного виконання своїх обов'язків.
Берхар вирішив приборкати опозицію, став переслідувати супротивників, у яких конфіскував майно. Багато з тих, хто був незадоволений його діями, включаючи палатного графа Аудерамна і Реооля, єпископа Реймса, втекли до Австразії під захист тамтешнього мажордома Піпіна Герістальського і обіцяли тому свою підтримку в поваленні Берхара. Бажаючи отримати привід до війни, мажордом Австразії зажадав від короля Теодоріха III амністувати всіх постраждалих від переслідувань Еброїна і повернути все конфісковане у них майно. Після того як король Нейстрії та Бургундії відкинув цю вимогу, Піпін Герістальський в 687 році розірвав перемир'я, укладене ним раніше з Вараттоном, і з військом вдерся до Нейстрії. У битві при Тертрі (неподалік Сен-Кантена) армія Австразії завдала нищівної поразки війську Теодориха III й Берхара. Король і мажордом змушені були тікати. Військо Піпіна Герістальського дійшло до Парижа, де між Теодоріхом III й Піпіном було укладено мирний договір. Умови цієї угоди точно не відомі. За свідченням «Ранніх Мецьких анналів», за згодою король зберіг всі свої володіння і майно, включаючи королівську скарбницю, і право командувати військом. Війна завершилася поверненням війська Піпіна до Австразії.
Попри поразку, Берхар зберіг за собою посаду мажордома. Але вже наприкінці 688 року Берхара було вбито, можливо за наказом тещі. Вона ж була ініціатором запрошення Піпіна Герістальського на посаду мажордома Нейстрії та Бургундії. Отримавши схвалення знаті, Піпін об'єднав у своїх руках керівництво всіма трьома франкськими королівствами. Також Піпін прийняв титул «герцог і правитель франків». Своїм представником в Нейстрії та Бургундії він призначив Нордеберта. Піпін Геристальскій поріднився з родиною мажордомів Вараттона і Берхара: він одружив свого сина Дрогона, за одними відомостями, на вдові Берхара — Анструді, за іншими — на його доньці Адальтруді.